# Mailly-la-Ville
Mailly-la-Ville ist eine französische Gemeinde mit 494 Einwohnern (Stand: 1. Januar 2022) im Département Yonne in der Region Bourgogne-Franche-Comté. Sie gehört zum Arrondissement Auxerre und zum Kanton Joux-la-Ville. Die Einwohner werden Maillyvillageois genannt.

## Geografie
Mailly-la-Ville liegt 23 Kilometer südsüdöstlich von Auxerre an der Yonne.  Durch die Gemeinde führt der Canal du Nivernais. Umgeben wird Mailly-la-Ville von den Nachbargemeinden Sery im Norden, Bessy-sur-Cure im Nordosten, Arcy-sur-Cure im Osten, Bois-d’Arcy im Südosten, Brosses im Süden, Merry-sur-Yonne im Südwesten, Mailly-le-Château im Westen sowie Trucy-sur-Yonne im Nordwesten.

## Bevölkerungsentwicklung

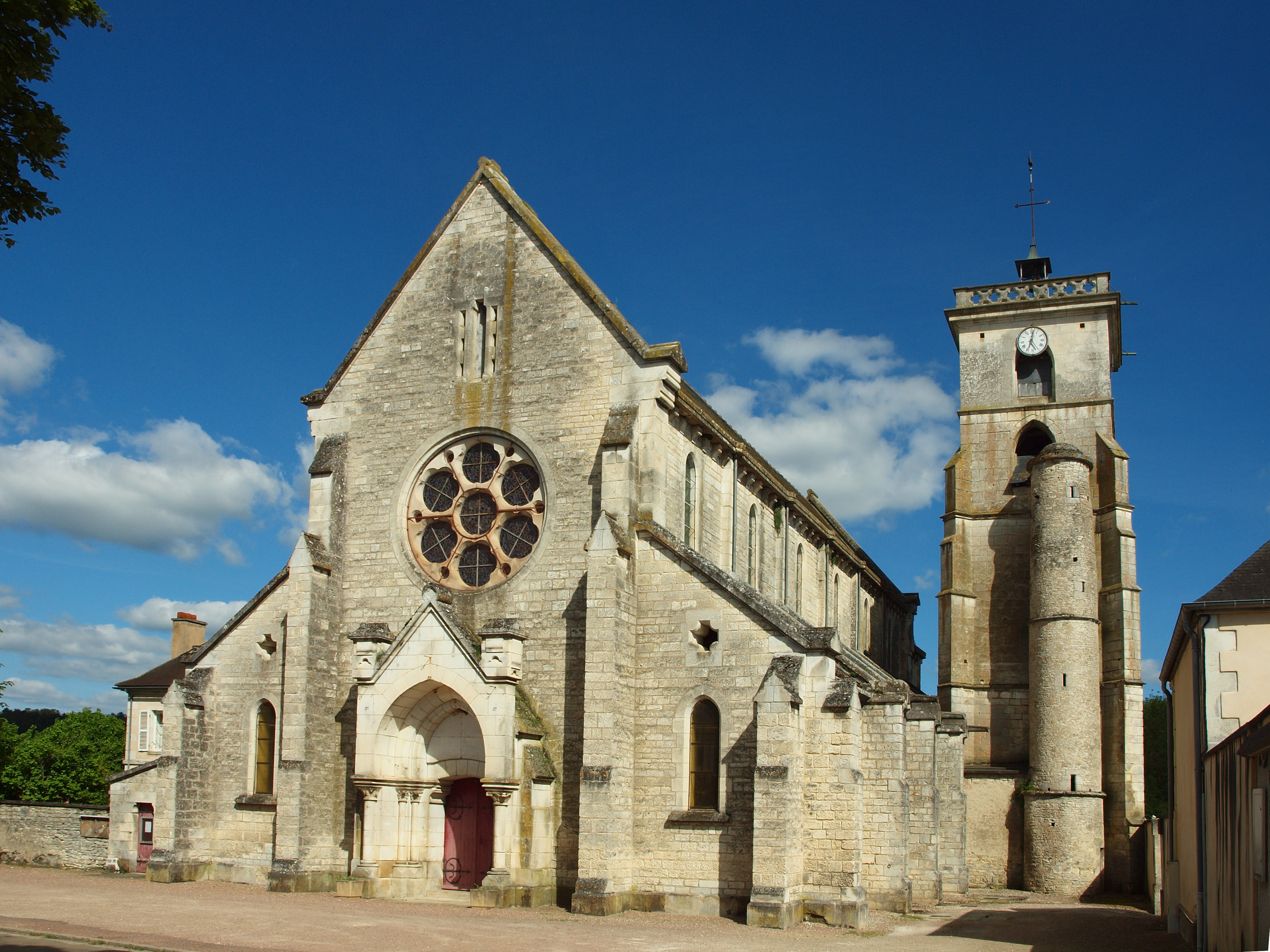
Kirche Saint-Adrien

| Jahr                       | 1962 | 1968 | 1975 | 1982 | 1990 | 1999 | 2006 | 2018 |
| Einwohner                  | 663  | 728  | 649  | 609  | 612  | 582  | 609  | 502  |
| Quellen: Cassini und INSEE |      |      |      |      |      |      |      |      |

## Verkehr
Mailly-la-Ville liegt an der Bahnstrecke Laroche-Migennes–Cosne und wird von Regionalverkehrszügen des TER Bourgogne-Franche-Comté bedient.

## Persönlichkeiten
- Zéphirin Camélinat (1840–1932), Revolutionär und Gewerkschafter, 1924 Präsidentschaftskandidat